# Little Dragon (album)
Little Dragon – debiutancki album studyjny wywodzącego się ze Szwecji zespołu Little Dragon. Wydany 3 września 2007 roku przez Peacefrog Records. 20 sierpnia 2007 roku wytwórnia JVC Victor wydała specjalną, japońską edycję albumu zawierającą dodatkowy utwór "Fortune".

## Lista utworów
1. "Twice" – 3:06
2. "Turn Left" – 4:07
3. "No Love" – 4:26
  - (3). "Fortune" (bonus w edycji japońskiej) – 3:17
4. "Recommendation" – 3:52
5. "Constant Surprises" – 4:33
6. "Forever" – 4:31
7. "After the Rain" – 4:04
8. "Place to Belong" – 3:11
9. "Stormy Weather" – 4:27
10. "Test" – 4:28
11. "Wink" – 3:43
12. "Scribbled Paper" – 6:07